# KVG 6ENGTW
Der 6ENGTW (Sechsachsiger Einrichtungs-Niederflur-Gelenk-Triebwagen) der Kasseler Verkehrs-Gesellschaft (KVG) ist der erste niederflurige Fahrzeugtyp der Straßenbahn Kassel. 1990 bis 1994 lieferte die Duewag, die den Typ NGT6C (Normalspur-Gelenk-Triebwagen mit sechs Radpaaren und Chopper-Steuerung) nannte, insgesamt 25 Exemplare. Sie bilden die erste Fahrzeugserie, bei der Einzelrad-Einzelfahrwerke (EEF) nach dem System Frederich verwendet wurden. Diese befinden sich unter dem mittleren Wagenteil, auf welches die beiden Endwagenteile mit konventionellen Triebdrehgestellen aufgesattelt sind. Zudem gelten sie als erste in Serie hergestellte Straßenbahn-Triebwagen mit einem Niederfluranteil von über 70 Prozent.

## Beschaffung
In der zweiten Hälfte der 1980er Jahre kam bei Straßenbahnfahrzeugen die Niederflurtechnik wieder auf. Nachdem für andere Betriebe erste Prototypen und Fahrzeugserien gebaut wurden, entschied sich die KVG bei einer Beschaffung zum Ersatz älterer Fahrzeuge ebenfalls für Niederflurwagen und bestellte 1988 zunächst 15 solche bei der Duewag. An der Entwicklung waren auch AEG-Westinghouse und Siemens beteiligt. Für das Innen- und Außendesign waren Horst Sommerlatte und seine Studenten an der Gesamthochschule Kassel verantwortlich. Zur Information der Öffentlichkeit präsentierte die KVG regelmäßig ein dem aktuellen Entwicklungsstand entsprechendes Holzmodell. Am 25. Oktober 1990 wurde der erste Wagen (Nummer 452) ausgeliefert, seine Inbetriebnahme erfolgte am 21. Januar 1991. Eine Option über weitere zehn Fahrzeuge übte die KVG im Dezember 1990 aus. Die Auslieferung der ersten 15 Fahrzeuge wurde 1991 abgeschlossen. Die zehn Optionsfahrzeuge folgten 1994.
Im Oktober 1991 wurde ein 6ENGTW im Netz der Straßenbahn Rostock präsentiert. In der Folge beschaffte die Rostocker Straßenbahn-AG konzeptionell ähnliche, mit Drehstromantrieb weiterentwickelte Fahrzeuge (Typ 6NGTWDE). Auch der für mehrere meterspurige Straßenbahnbetriebe gebaute MGT6D beruht auf dem gleichen Grundkonzept.
Die Fahrzeuge erhielten die Nummern 451 bis 475. Die beiden Wagen 474 und 475 gehörten zunächst der Kassel-Naumburger Eisenbahn bzw. Hessischen Landesbahn und trugen auch deren Logo auf der Seite. Zum Jahreswechsel 2015/2016 wurden sie an die KVG verkauft. Auch vor dem Verkauf erfolgte die Wartung bereits durch die KVG und auch der Einsatz unterschied sich nicht von den KVG-Fahrzeugen.

## Technik und Aufbau

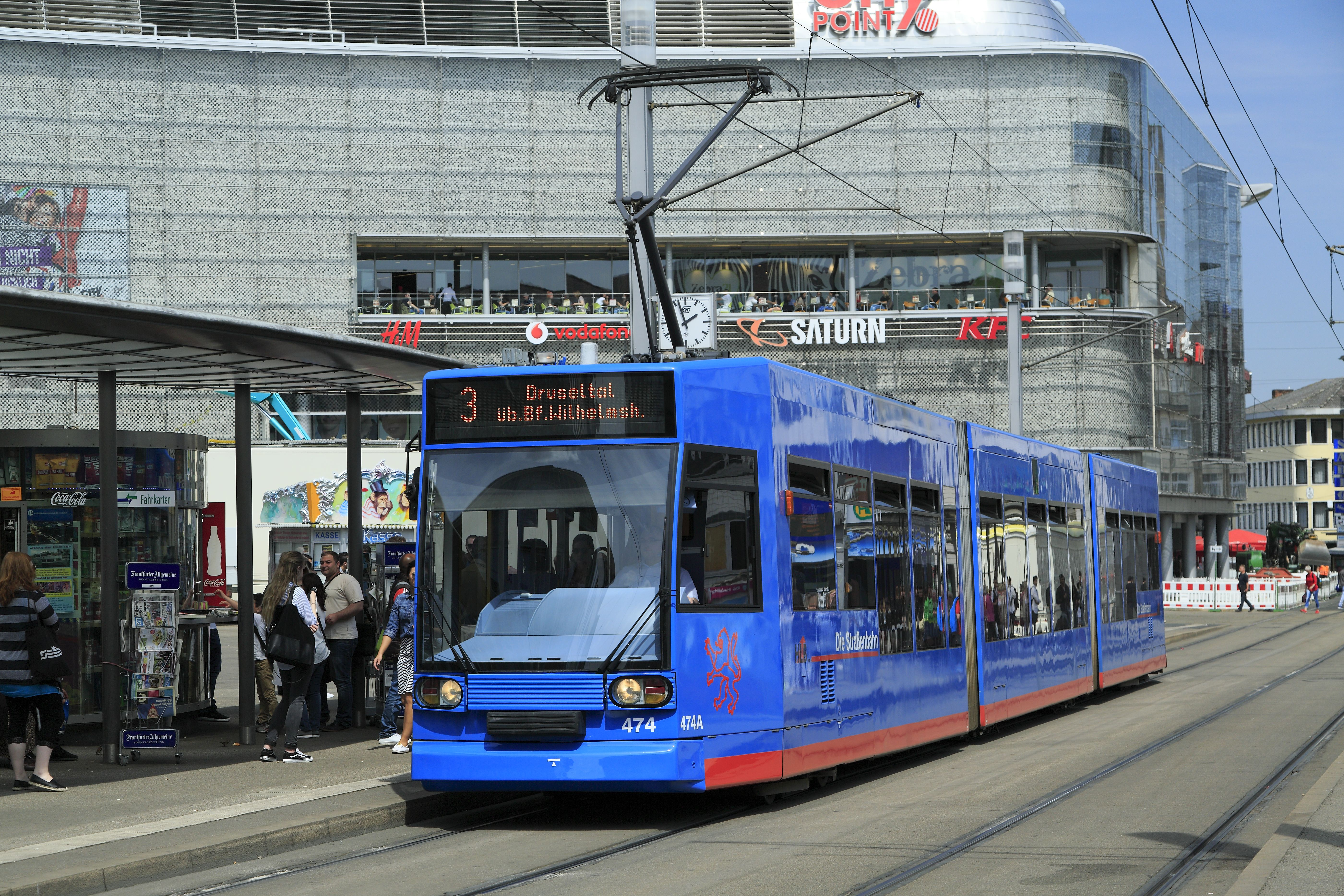
Triebwagen 474 noch mit HLB-Logo (2016)

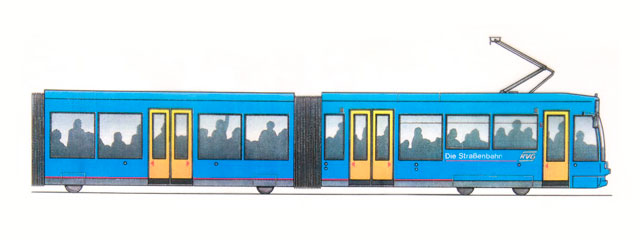
Seitenansicht des A- und B-Teils

### Allgemeines
An den Wagenenden sind konventionelle Triebdrehgestelle mit Tandemantrieb angeordnet, über welchen der Fußboden hochflurig bei 720 mm über der Schienenoberkante liegt. Dazwischen erstreckt sich der durchgehende Niederflurbereich mit einer Bodenhöhe von 350 mm. Die EEF unter dem Mittelteil ermöglichen durch die fehlenden Radsatzwellen den niederflurigen Durchgang. Zwischen Nieder- und Hochflurbereich sind zwei Stufen zu überwinden.

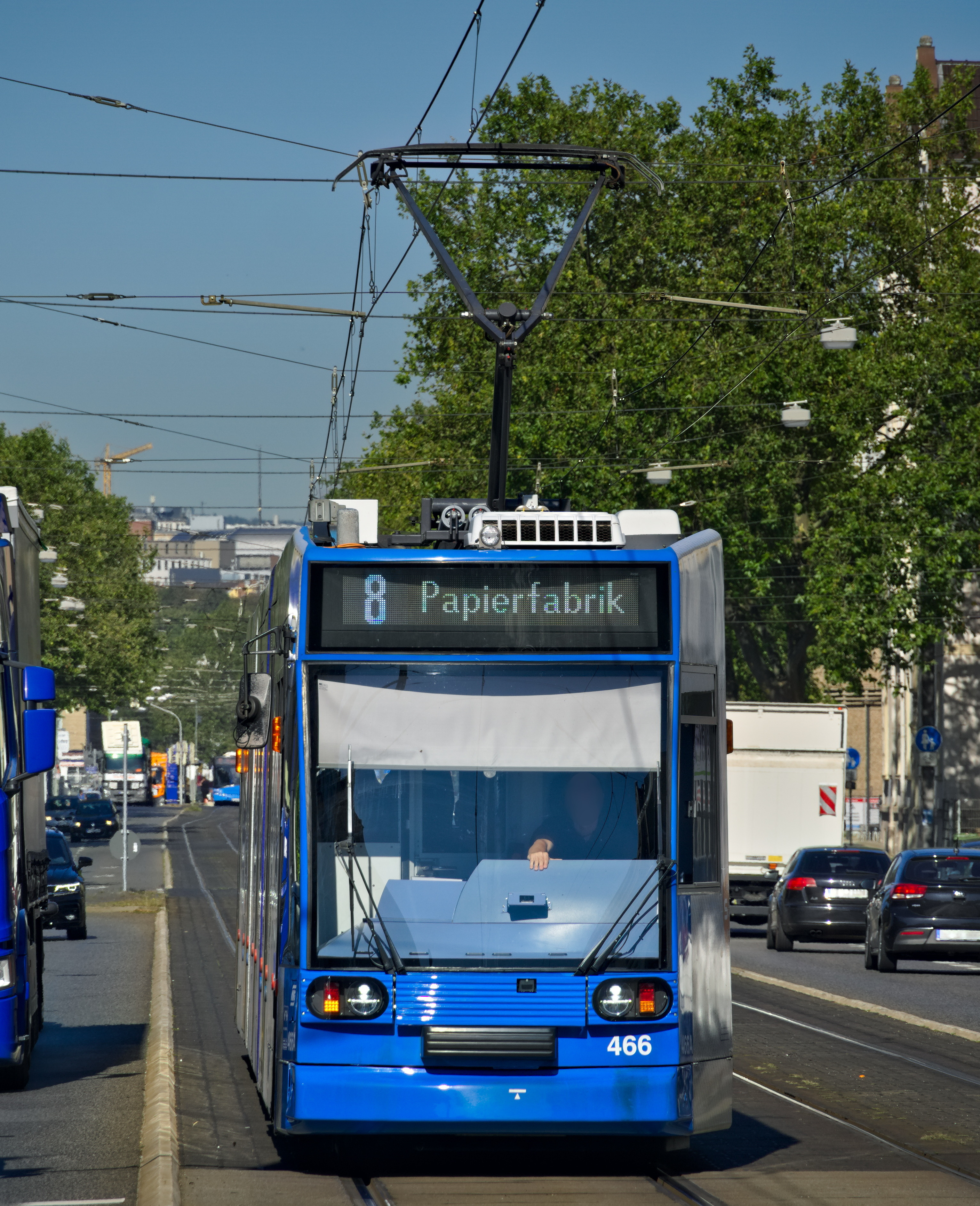
Asymmetrische Front

In jedem Wagenteil ist eine Doppeltür angeordnet, die in den Niederflurbereich führt. Hinzu kommen eine Einzeltür vorn und eine Doppeltür am Heck, die in die Hochflurbereiche führen. Während die Wagenkästen auf der linken Seite zu den Wagenenden hin schmaler werden, wie es zur Optimierung der Hüllkurve üblich ist, sind sie auf der rechten Seite fast vollständig gerade, damit die vordere und die hintere Tür parallel zum Bahnsteig liegen. Die Doppeltüren haben eine lichte Weite von 1300 mm, die Einzeltür von 750 mm. Die Wagenkästen sind als tragende Röhre in Stahl-Leichtbauweise ausgeführt.
In den Antriebsdrehgestellen ist jeweils eine Gleichstrom-Reihenschlussmaschine eingebaut, die beide Radsätze antreibt. Die Steuerung erfolgt über „Hybridchopper“ mit GTO-Gleichstromstellern wie bei der zweiten Kasseler N8C-Serie. Der Antrieb und die Bremssysteme wurden so ausgelegt, dass auch bei Ausfall einer der beiden Antriebseinheiten der Fahrgastbetrieb weiter durchgeführt werden kann, wenn auch mit einer reduzierten Höchstgeschwindigkeit von 40 statt 70 km/h.
Für den anfänglichen Einsatz ausschließlich im Straßenbahnnetz erhielten die ersten 15 Fahrzeuge zunächst Radreifen mit einer Laufflächenbreite von 105 Millimetern. Zur Bedienung der 1995 eröffneten Strecke nach Baunatal-Großenritte unter Einbezug einer Eisenbahnstrecke war jedoch bereits eine Erhöhung auf 115 Millimeter vorgesehen.

### EEF
Das von Fritz Frederich entwickelte EEF-Prinzip ist eine besondere Form des Losradsatzes, bei der die Räder einzeln um maximal 15 Grad ausschwenken. Aufgrund der unterschiedlichen Drehpunkte beider Räder eines Radpaars ergibt sich in Gleisbögen eine Spurverengung. Beim kleinsten in Kassel zu befahrenden Radius von 19 Metern führt dies jedoch nicht zu Zwängungen und Geräuschentwicklungen. Bereits seit einigen Jahren vor der Fahrzeugbeschaffung wurden außerdem Radien unter 25 m bei der Gleiskonstruktion vermieden und bei geringeren Radien Schienen des Profils R 59 mit einer größeren Rillenweite verwendet. Außerdem wurden zum Ausgleich der Spurverengung die Spurkranzdicken reduziert und die EEF so eingebaut, dass sich in der Geraden eine geringfügige Spurerweiterung ergibt.
Durch die EEF konnte beim 6ENGTW eine relativ geringe Masse von ungefähr 160 Kilogramm pro Platz erreicht werden. Beispielsweise der Be 4/8 der Strassenbahn Bern, der mit zweiachsigen Kleinrad-Laufdrehgestellen und ansonsten ähnlich ausgeführt ist, ist mit 192 Kilogramm pro Platz deutlich schwerer. Auch die Verteilung der Radlasten des 6ENGTW ist mit 2,39 Tonnen bei den Trieb- und 2,46 Tonnen bei den Laufrädern sehr gleichmäßig.
Die konkrete EEF-Variante für den 6ENGTW entwickelte die Duewag gemeinsam mit der Bergischen Stahlindustrie (BSI). Die EEF sind nicht angetrieben und in der Regel bei Betriebsbremsungen auch ungebremst. Für Gefahrenbremsungen oder Ausfälle der generatorischen Bremse eines Triebdrehgestells sind jedoch Scheibenbremsen installiert. Magnetschienenbremsen sind nicht vorhanden, da diejenigen der Triebdrehgestelle ausreichen.
Nach der Auslieferung der ersten Fahrzeuge wurde eine zu hohe von den EEF ausgehende Geräuschentwicklung im Fahrgastraum sowie eine nicht zufriedenstellende Laufruhe festgestellt. Daraufhin entwickelten Duewag und BSI eine Primärfederung mit Gummifedern für die EEF und rüsteten von Februar bis August 1991 alle Fahrzeuge damit aus. Damit wurde eine zu den Triebdrehgestellen vergleichbare Geräuschentwicklung erreicht. Zuvor gab es nur eine mit Schraubenfedern ausgeführte Sekundärfederung sowie Längs- und Querdämpfer. Ein zuvor im Netz der Straßenbahn Düsseldorf erprobtes Prototyp-EEF hatte zwar auch über keine Primärfederung verfügt, jedoch war bei diesem die Sekundärstufe als Luftfederung ausgeführt.
Triebwagen 451 wurde kurzzeitig zur Erprobung einer Alternative zum EEF verwendet, die anschließend beim Typ R1.1 der Straßenbahn Bonn sowie beim NF6 der Straßenbahn Düsseldorf zur Anwendung kam. Statt der EEF werden dabei mechanisch von den Gelenken gelenkte Drehgestelle mit je einem Losradpaar verwendet.

### Umsetzung der Barrierefreiheit
Zur Umsetzung der Barrierefreiheit trägt nicht nur die große Neuerung der Niederflurigkeit bei. So wurden die Türen mit starkem Kontrast zum sonst blauen Lack gelb lackiert, um für Sehbehinderte gut erkennbar zu sein. Ebenfalls für Sehbehinderte wurde an zentralen Haltestellen über Außenlautsprecher die Linie angesagt. Für Hörbehinderte wurden – damals eine Neuerung – drei Haltestellenanzeigen im Fahrzeug installiert.

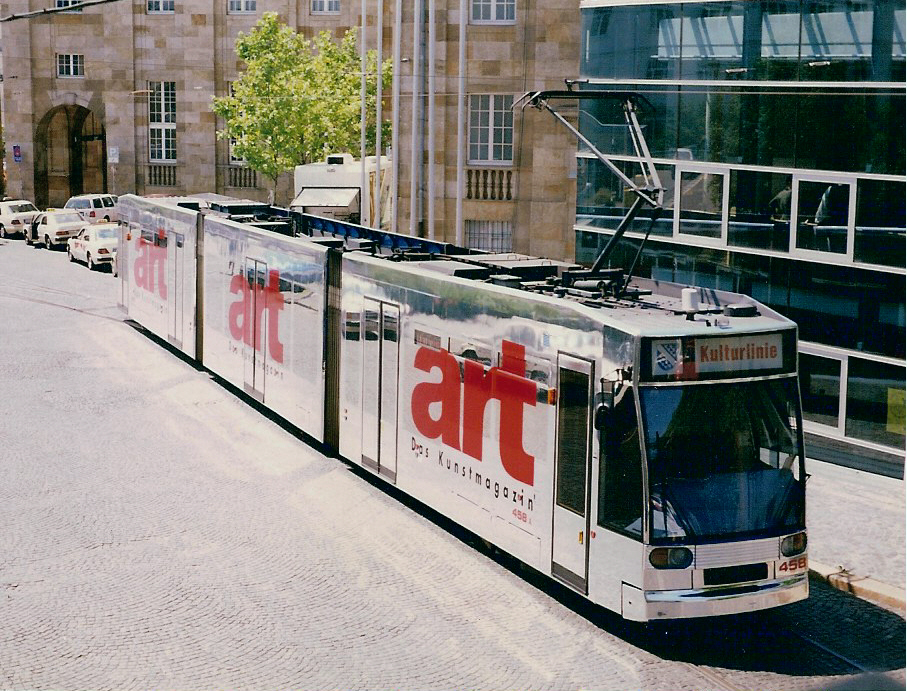
Fahrzeug mit Rollbandanzeigen (1997)

Seit dem Jahr 2020 erhalten die NGT6C im Innenraum neue Haltestellenanzeigen, die denen der NGT8 entsprechen. Dabei entfiel aus Platzgründen die erste Anzeige im A-Teil in der Führerstandsrückwand. Außerdem wurden die seitlichen Perlschnuranzeigen durch neue Modelle in LED-Technik ersetzt. Die äußeren Linien- und Zielanzeigen waren ursprünglich als Rollbandanzeigen ausgeführt. 2005 wurden sie durch digitale Anzeigen ersetzt, zunächst mit bernsteinfarbener Schrift. Zwischen August 2022 und April 2025 erfolgte dann schließlich die Umrüstung aller Wagen auf LED-Zielanzeigen mit weißer Schrift.
Die Einstiegshöhe beträgt 290 mm über der Schienenoberkante bei einem leeren Fahrzeug mit neuen Radreifen. Im Niederflurbereich schließen sich Rampen auf die Fußbodenhöhe von 350 mm an. Zur Zeit der Fahrzeugbeschaffung wurden bei der Straßenbahn Kassel Bahnsteighöhen von 200 mm angestrebt. Der sich ergebende vertikale Spalt von 90 mm zwischen Bahnsteig und Fahrzeug wurde damals als gering genug angesehen, um Rollstuhlfahrern oder Eltern mit Kinderwagen das Einsteigen ohne Schwierigkeiten zu ermöglichen. Inzwischen sehen die Normen jedoch kleinere Spaltmaße vor. Um die Bahnsteige ab 2022 zumindest im Bereich der vorderen Doppeltür entsprechend anheben zu können, mussten die Türblätter dieser Tür unten gekürzt werden. Ohne die Kürzung würden die Außenschwingtüren auf den erhöhten Bahnsteigen aufsetzen.
Bei älteren Fahrzeugen der Straßenbahn Kassel wurden Fahrscheine vom Fahrpersonal verkauft. Bei den 6ENGTW hingegen wurden für diesen Zweck Fahrkartenautomaten eingebaut, wenn auch aufgrund von Lieferengpässen erst ab Sommer 1991. Da der Bereich hinter dem Führerstand auch beim 6ENGTW hochflurig ist, wäre der Fahrerverkauf nicht barrierefrei gewesen. Die Motivation zur Installation der Fahrkartenautomaten lag jedoch hauptsächlich in der Verringerung der Fahrgastwechselzeiten.

## Retrofit-Programm
Da die Wagen nach über 20 Jahren Einsatz zunehmend störanfälliger wurden, entschied sich die KVG Anfang der 2010er Jahre dazu, die Fahrzeuge zu sanieren und zu modernisieren (sogenanntes Retrofit-Programm), um sie für den Einsatz für die nächsten 15 Jahre zu ertüchtigen. Teil dieser Modernisierung sind unter anderem die neue KVG-Lackierung ohne den grauen Streifen an der Wagenunterkante, eine Klimaanlage, geschlossene Fahrerkabinen und neue Sitzbezüge. Im Laufe der Jahre wurde der Umfang des Retrofit-Programms noch mehrmals erweitert. So haben alle ab 2015 umgebauten Wagen eine Zugbeeinflussungseinrichtung (Indusi) erhalten, damit der Einsatz auf der EBO-Strecke nach Baunatal wieder möglich ist. 2016 trat eine neue EEF-Bremssteuerung hinzu. Seit 2018 sind auch Außenleuchten in LED-Technik Bestandteil der Umbaumaßnahmen. Dies vollzog man anschließend auch bei denjenigen Wagen, die das Retrofit-Programm noch gar nicht durchlaufen hatten, sodass seit Herbst 2019 alle im Einsatz befindlichen 6ENGTW entsprechend umgerüstet waren.
Das erste modernisierte Fahrzeug war der Triebwagen 455. Er kehrte im September 2014 mit einem öffentlichen Roll-out wieder in den Liniendienst zurück. Im Dezember 2014 folgte mit dem Triebwagen 451 das zweite umgebaute Fahrzeug. Beide Wagen wurden jedoch im Gegensatz zu den folgenden Fahrzeugen zunächst nicht mit einer Indusi-Anlage ausgerüstet. Diese erhielten sie erst nachträglich im Jahr 2018.
Entgegen früherer Aussagen, wonach der Prozess 2019 beziehungsweise 2021 abgeschlossen sein soll, wird sich das Retrofit-Programm absehbar noch bis Mitte der 2020er Jahre hinziehen. Mit Stand Dezember 2022 ist bei 17 Fahrzeugen der Umbau abgeschlossen oder in Arbeit. 2019 teilte die KVG mit, dass insgesamt 19 Wagen dem Retrofit-Programm zugeführt werden sollen. Die restlichen Fahrzeuge sollten dann abgestellt werden und als Ersatzteilspender dienen.

## Einsatz
Der Einsatz im Linienverkehr begann im Februar 1991. Die Beschaffung der Fahrzeuge war insbesondere dadurch motiviert, eine Verbesserung der verkehrlichen Situation auf der damaligen Linie 3 (Druseltal – Ihringshäuser Straße) zu erreichen. Bis Mitte 1991 gab es am Druseltal jedoch noch keine Wendeschleife, so dass die Fahrzeuge zunächst nur auf den Linien 1 (Wilhelmshöhe – Holländische Straße) und 5 (Baunatal – Holländische Straße) eingesetzt wurden.
Im Zusammenhang mit der Eröffnung der Neubaustrecke nach Baunatal-Großenritte 1995 erhielten die Fahrzeuge eine Zulassung nach der Eisenbahn-Bau- und Betriebsordnung (EBO), da auf dem Teilabschnitt der Strecke von Baunatal-Altenbauna bis Baunatal-Großenritte die Gleise der Kassel-Naumburger Eisenbahn mitbenutzt werden und somit Eisenbahnrecht gilt. Im Dezember 2013 wurde entlang des EBO-Abschnitts die punktförmige Zugbeeinflussung in Betrieb genommen. Da die Wagen zu diesem Zeitpunkt die dafür nun erforderlich gewordenen Fahrzeugeinrichtungen nicht besaßen, dürfen bzw. durften sie bis zum Einbau der Indusi nicht mehr nach Baunatal eingesetzt werden.
Inzwischen sind die Linien 2, 3, 5 und 8 die Haupteinsatzgebiete. Zeitweise übliche Einsatzgebiete sind die Linie 1 in den Abendstunden, nicht über Kaufungen-Papierfabrik hinausführende Kurse der Linie 4 an Samstagen sowie die Linie 6 an Sonn- und Feiertagen. Ausgeschlossen sind Einsätze auf den Strecke nach Wolfsanger und in den Hauptbahnhof (Linie 7) wegen der fehlenden Wendemöglichkeiten sowie auf dem Abschnitt Kaufungen-Papierfabrik – Hessisch Lichtenau (Linie 4) wegen der fehlenden Zulassung für diese Eisenbahnstrecke.

## Tausch von Wagenteilen
Im Jahr 2022 wurden die Wagen 451 (November) und 455 (Februar) in schwere Unfälle verwickelt. Dabei wurde beim Wagen 451 der vordere Wagenteil stark beschädigt, bei Wagen 455 erlitt der hintere Wagenteil gar einen Totalschaden. Deshalb wurden der hintere Wagenteil des Wagens 451 und die beiden vorderen Wagenteile des Wagens 455 zu einem einsatzfähigen Fahrzeug mit der Nummer 455 zusammengesetzt. Dieses ist seit Ende September 2023 wieder in Betrieb.
Die vorderen Wagenteile des Wagens 451 wurden jedoch auch instand gesetzt und anschließend mit dem hinteren Wagenteil des seit 2018 als Ersatzteilspender dienenden Wagens 463 unter der Nummer 451 komplettiert. An diesem Wagenteil musste vorab noch das Retrofit-Programm durchgeführt werden. Mitte Mai 2024 kehrte der Wagen 451 wieder in den Plandienst zurück.
Die Arbeiten wurden bzw. werden nicht in der KVG-Betriebswerkstatt, sondern extern bei der Firma IFTEC in Leipzig durchgeführt.

## Ausmusterung

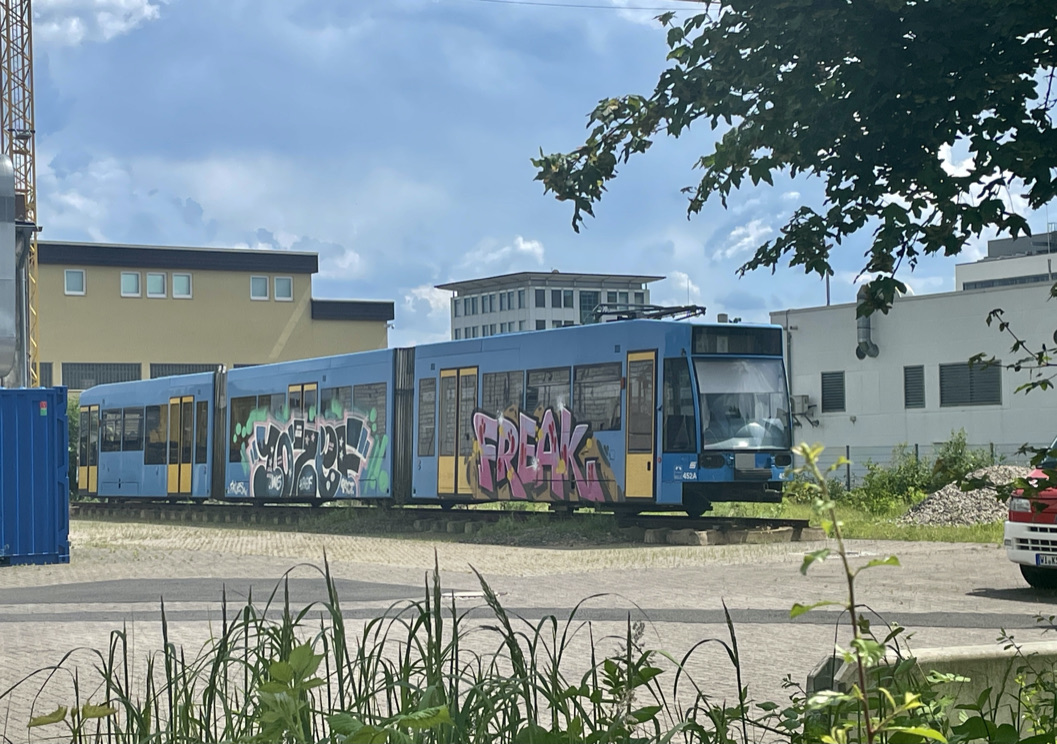
Triebwagen 452 als Übungsobjekt der Feuerwehr

Mitte Mai 2017 wurden die Wagen 461 und 468, welche beide nach komplexeren Unfallschäden bereits seit längerer Zeit abgestellt waren, verschrottet und schieden somit aus dem Bestand der KVG aus. Ab 2018 waren darüber hinaus die Wagen 452 und 463 abgestellt, da sie sich in einem schlechten Allgemeinzustand befanden. Sie dienten mehrere Jahre als Ersatzteilspender. Der hintere Wagenteil des Wagen 463 fand schließlich noch beim erwähnten Tausch von Wagenteilen Verwendung. Der Tw 452 wurde im August 2023 als Übungsobjekt an die Landesfeuerwehrschule Kassel abgegeben. Der aktive Bestand beläuft sich somit auf 21 der ursprünglich 25 Triebwagen.

## Übersicht
| Nummer          | Baujahr | Zustand                                   | Bemerkungen                                                                                 |
| --------------- | ------- | ----------------------------------------- | ------------------------------------------------------------------------------------------- |
| 451             | 1990    | Retrofit-Programm abgeschlossen (12/2014) | 6ENGTW-MI, modernisiert mit Indusi 05/2024 B-Teil ex Tw 463                                 |
| 452             | 1990    | Ursprungszustand                          | 2018 abgestellt 08/2023 an Landesfeuerwehrschule Kassel abgegeben                           |
| 453             | 1991    | Retrofit-Programm abgeschlossen (01/2020) | 6ENGTW-MI, modernisiert mit Indusi                                                          |
| 454             | 1991    | Retrofit-Programm abgeschlossen (08/2022) | 6ENGTW-MI, modernisiert mit Indusi                                                          |
| 455             | 1991    | Retrofit-Programm abgeschlossen (07/2014) | 6ENGTW-MI, modernisiert mit Indusi 09/2023 B-Teil ex Tw 451                                 |
| 456             | 1991    | Retrofit-Programm abgeschlossen (10/2016) | 6ENGTW-MI, modernisiert mit Indusi                                                          |
| 457             | 1991    | Retrofit-Programm abgeschlossen (07/2019) | 6ENGTW-MI, modernisiert mit Indusi                                                          |
| 458             | 1991    | Sanierung und Neulackierung (11/2012)     |                                                                                             |
| 459             | 1991    | Retrofit-Programm abgeschlossen (06/2023) | 6ENGTW-MI, modernisiert mit Indusi                                                          |
| 460             | 1991    | Retrofit-Programm abgeschlossen (05/2025) | 6ENGTW-MI, modernisiert mit Indusi                                                          |
| 461             | 1991    | Ursprungszustand                          | 03/2016 nach Unfall abgestellt, 05/2017 verschrottet                                        |
| 462             | 1991    | Retrofit-Programm abgeschlossen (04/2015) | 6ENGTW-MI, modernisiert mit Indusi                                                          |
| 463             | 1991    | Ursprungszustand                          | 05/2018 abgestellt, Ersatzteilspender, 05/2024 B-Teil an Tw 451, A- und C-Teil verschrottet |
| 464             | 1991    | Retrofit-Programm abgeschlossen (06/2016) | 6ENGTW-MI, modernisiert mit Indusi                                                          |
| 465             | 1991    | Retrofit-Programm abgeschlossen (08/2017) | 6ENGTW-MI, modernisiert mit Indusi                                                          |
| 466             | 1994    | Retrofit-Programm abgeschlossen (12/2017) | 6ENGTW-MI, modernisiert mit Indusi                                                          |
| 467             | 1994    | Retrofit-Programm abgeschlossen (05/2017) | 6ENGTW-MI, modernisiert mit Indusi                                                          |
| 468             | 1994    | Ursprungszustand                          | 05/2014 nach Unfall abgestellt, 05/2017 verschrottet                                        |
| 469             | 1994    | Retrofit-Programm abgeschlossen (04/2018) | 6ENGTW-MI, modernisiert mit Indusi                                                          |
| 470             | 1994    | Sanierung und Neulackierung (05/2013)     |                                                                                             |
| 471             | 1994    | Retrofit-Programm abgeschlossen (12/2015) | 6ENGTW-MI, modernisiert mit Indusi                                                          |
| 472             | 1994    | Retrofit-Programm abgeschlossen (09/2020) | 6ENGTW-MI, modernisiert mit Indusi                                                          |
| 473             | 1994    | Retrofit-Programm abgeschlossen (06/2021) | 6ENGTW-MI, modernisiert mit Indusi                                                          |
| 474             | 1994    | derzeit im Retrofit-Programm              | ehem. Hessische Landesbahn                                                                  |
| 475             | 1994    | Sanierung und Neulackierung (04/2011)     | ehem. Hessische Landesbahn                                                                  |
| Stand: Mai 2025 |         |                                           |                                                                                             |